# Emili Piera i Cardó
Emili Piera Cardó (Sueca, la Ribera Baixa, 6 de gener de 1954) és un periodista (llicenciat per la Universitat Complutense de Madrid) especialitzat en temes d'agricultura i medi ambient i també guionista.

## Biografia
Ha fet humor en premsa, ràdio i televisió. Ha estat col·laborador i redactor a diversos diaris i revistes (entre les quals figuren l'Avui, El País o El Temps, Diari de Girona i La Vanguardia, com també a alguns mitjans de comunicació (TVE, on va ser redactor durant molts anys, o Ràdio Nacional d'Espanya. Autor de diversos documentals de llarga durada a Canal 9, TVE i l'antic canal Hispavisión.
Des de 1991 manté una columna diària a Levante-EMV sota diversos encapçalaments. El seu títol actual és "Con gusto". Responsable de la secció de gastronomia de Cartelera Turia. Membre de l'equip tècnic de la Fira del Llibre de València i professor del Màster de Gestió Ambiental dirigit pel professor Tomas Carpi a la Universitat de València. Col·laborador de diverses universitats. Fundador amb Aureli Domènech del Festival Agroeròtic de l'Alcúdia.
És autor de les novel·les L'any de la invasió, Mort al Palau (en col·laboració amb Tonino Guitián) i El punyal d'Abraham (finalista dels Premis Octubre) i de La nostra cuina, i l'assaig Dietari de guerra. És un dels autors del llibre Nosaltres, exvalencians.
Des d'abril de 2016 dirigeix la col·lecció «Papers de Premsa» de la Institució Alfons el Magnànim-Centre Valencià d'Estudis i d'Investigació.

## Publicacions

### Obres de divulgació
- 1998: El cas de l'Albufera: zones humides valencianes
- 2002: La nostra cuina
- 2005: Dietari de guerra
- 2006: L'aigua de tots

### Relat de viatges
- 2010: El camí de les estrelles

### Guía turística
- 1994: Passejades per Xàtiva

### Humor
- 1990. La Cosa Nostra

### Novel·les
- 1987: L'any de la invasió
- 1995: El punyal d'Abraham
- 1999: Mort al Palau
- 2015: L'any del devorador

### Reculls d'articles
- 2000. El moscardón
- 2006. Columnas de agua

## Reconeixements
- Premi Llibertat d'Expressió de la Unió de Periodistes Valencians (1984).
- Premi de la Crítica dels Escriptors Valencians del 2005[3] per Dietari de guerra